# Käfermühle
Käfermühle in der Gemarkung Nunzenried ist ein amtlich benannter Gemeindeteil der Stadt Oberviechtach im Oberpfälzer Landkreis Schwandorf.

## Geographische Lage
Die zwei Wohngebäude von Käfermühle liegen östlich vom Stadtzentrum Oberviechtachs am linken Steinbach-Oberlauf Siechenbach, der hier die Siechenwiesen durchzieht. Unmittelbar über den Gebäuden am Hang lief früher die Bahnstrecke Nabburg–Schönsee vorbei.

## Geschichte
Die erste Erwähnung erfolgt 1494 als „Keffermüll“. Käfermühle kam bei der Auflösung der Gemeinde Nunzenried im Jahr 1946 zu Oberviechtach.

### Einwohnerentwicklung
- 1838: 0 13 Einwohner, 2 Häuser[8]
- 1860: 0 15 Einwohner, 2 Häuser[9]
- 1871: 0 20 Einwohner, 8 Gebäude[10]
- 1875: 0 16 Einwohner[11]
- 1885: 0 18 Einwohner, 2 Wohngebäude[12]
- 1900: 0 19 Einwohner, 2 Wohngebäude[13]
- 1913: 0 12 Einwohner, 2 Häuser[14]
- 1925: 0 11 Einwohner, 2 Wohngebäude[15]
- 1950: 0 13 Einwohner, 2 Wohngebäude[16]
- 1961: 0 11 Einwohner, 2 Wohngebäude[17]
- 1970: 0 12 Einwohner[18]
- 1987: 00 6 Einwohner, 2 Wohngebäude[1]
- 1990: 00 5 Einwohner[19]

Bei der letzten Volkszählung am 25. Mai 1987 wurden für die Einöde zwei Wohngebäude, zwei Wohnungen und sechs Einwohner festgestellt. Bei den Volkszählungen von 1871 bis 1885 wurden „Obere Käfermühle“ und „Unter Käfermühle“ separat erfasst.
Käfermühle gehört seit mindestens 1787 zur katholischen Pfarrei Oberviechtach.

## Kultur und Sehenswürdigkeiten
Ein an der Käfermühle vorbeiführender Rad- und Wanderweg nutzt die Trasse der ehemaligen Eisenbahnlinie von Nabburg nach Schönsee.